# مؤيد الحداد
مؤيد الحداد، من مواليد 3 مارس 1960، لاعب كرة قدم كويتي سابق، ولعب في نادي خيطان ونادي القادسية الكويتي ومنتخب الكويت لكرة القدم، وكان من اللاعبين المشاركين في بطولة كأس العالم لكرة القدم 1982.

## عن حياته
بدأ مؤيد الحداد مسيرته الكروية مع نادي خيطان، وقد كان هدافا لكأس الأمير 1982/1983 برصيد 3 أهداف، وفي موسم 1984/1985 انتقل إلى نادي القادسية الكويتي، وقد حقق معهم لقب كأس الأمير في عام 1989 و1992 وحقق لقب الدوري الكويتي في عام 1991، وفي موسم 1989/1990 توجه هدافا لكأس الأمير مع لاعب نادي كاظمة محمد عبد الرحمن برصيد أربعة أهداف.
وقد لعب مع منتخب الكويت لكرة القدم.

## كأس الخليج

### كأس الخليج 1982
وقد سجل هدف في مرمى منتخب السعودية لكرة القدم.

### كأس الخليج1986
وقد سجل هدف في مرمى منتخب الإمارات لكرة القدم، وقد حصل على لقب أفضل لاعب في البطولة بالرغم من كونه لاعب احتياطي، وقد لقب بالبديل الناجح.

### كأس الخليج 1990
وقد سجل هدف في مرمى منتخب عمان لكرة القدم، وقد سجل هدف في مرمى منتخب الإمارات لكرة القدم.

## منحه الجنسية الكويتية له وسحبها
كان مؤيد الحداد ينتمي لفئة البدون في الكويت، وتم منحه الجنسية الكويتية في عام 2005 لأعماله الجليلة مع منتخب الكويت لكرة القدم ، إلا إنه وفي مايو 2025 تم سحب الجنسية منه.

## روابط خارجية
- مؤيد الحداد على موقع الاتحاد الدولي (مؤرشف)  (الإنجليزية)
- مؤيد الحداد على موقع قاعدة بيانات كرة القدم.إي يو (الإنجليزية)
- مؤيد الحداد على موقع ناشيونال فوتبول تيمز (الإنجليزية)
- مؤيد الحداد على موقع عالم كرة القدم.نت (الإنجليزية)
- مؤيد الحداد على موقع كووورة
- مؤيد الحداد على موقع أوليمبيديا (الإنجليزية)